# Platja des Niu Blau
La Platja de s'Estanyol, també anomenada Niu Blau, és una platja flanquejada per dos petits sortints coberts de vegetació la qual arriba fins a la mateixa platja. En aquesta hi desemboca un important torrent que dona molta vistositat al conjunt. És d'un gran atractiu paisatgístic.
El pintor valencià Rigobert Soler Pérez s'hi va establir en el lloc anomenat Niu Blau. Hi va pintar diversos quadres anomenant-los Niu Blau, nom que ha acabat sent alternatiu al tradicional de s'Estanyol.

## Característiques
L'arena és fina i d'origen natural que alterna amb sectors de còdols aportats pel torrent i zones rocoses.Als fons hi alternen l'arena i la grava. La suavitat en el desnivell del fons la fan més segura per al bany. La platja és d'aproximadament 100 m de longitud i 12 m d'ample. Té diferents serveis com: restaurant, dutxes, esports nàutics, hamaques i para-sols

## Com arribar-hi
Sortida d'Eivissa en direcció a Santa Eulària a l'arribar al poble hi ha una rotonda on s'ha de girar a l'esquerra en direcció Sant Carles-Es Canar es rodeja el poble per la part de dalt i s'arriba a l'altra rotonda on s'ha de girar a la dreta i a uns 100m es gira a l'esquerra pel carrer Cesar Pujet Riquer fins a passar l'Eroski i a uns 200 m apareix un cartell que posa Niu Blau, gires a la dreta, baixes un pendent i ja hi has arribat.